# Лефорт (линейный корабль)
«Лефорт» — парусный линейный корабль Балтийского флота Российской империи. Был заложен в 1833 году в Санкт-Петербурге и спущен на воду 28 июля (9 августа) 1835 года (строитель Я. А. Колодкин). Оборонял Кронштадт во время Крымской войны, но в боевых действиях не участвовал.

## Описание корабля
Один из восьми 84-пушечных парусных линейных кораблей с деревянным корпусом типа «Императрица Александра», построенных в Новом адмиралтействе Санкт-Петербурга с 1826 по 1835 год. Водоизмещение корабля составляло 3500 тонн, длина между перпендикулярами по сведениям из различных источников 59,74—59,8 метра, ширина без обшивки — 15,24—15,3 метра, глубина интрюма — 7,2 метра, а осадка 6,6 метра. По официальной классификации корабли этой серии относились к 74-пушечным, но в действительности несли до 96 орудий, так у «Лефорта» в источниках указывается вооружение до 94 орудий.

## Гибель

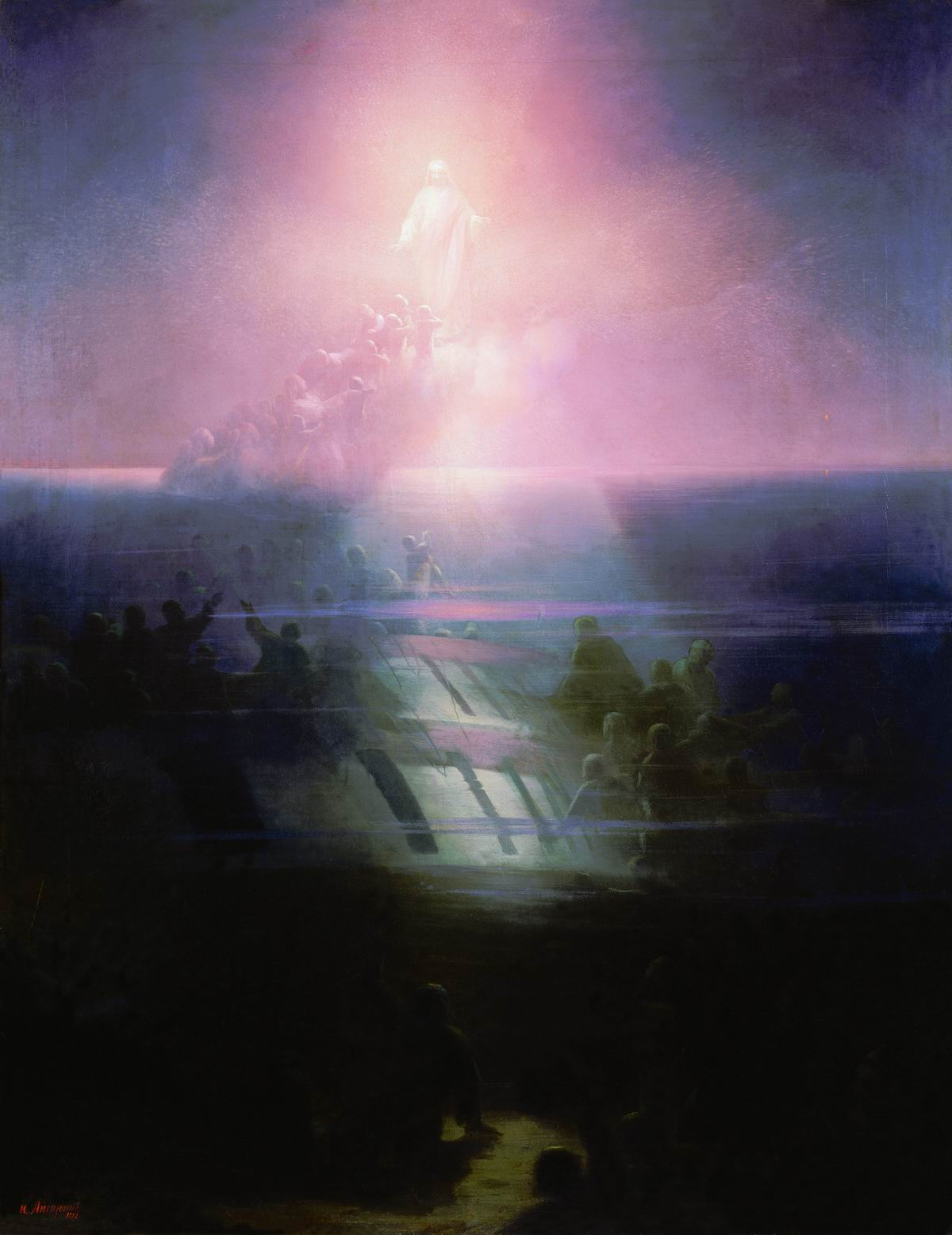
И. К. Айвазовский. Гибель корабля «Лефорт». Аллегорическое изображение. Картина 1858 года

Ранним утром 10 сентября 1857 года «Лефорт» в составе эскадры из трёх линейных кораблей следовал из Ревеля в Кронштадт на зимовку. К рассвету, около 5 часов утра, корабли находились севернее острова Большой Тютерс и шли правым галсом, имея дистанцию друг от друга 0,5 — 2 мили, причём «Лефорт» шёл вторым в ордере. Около 7 часов утра корабли начали поворот через фордевинд на левый галс, и в момент поворота внезапным шквалом «Лефорт» накренило на левый борт. Некоторое время он находился в положении на борту, причём его правый борт был усеян людьми, а затем примерно в 7 часов 23 минуты корабль окончательно погрузился в воду. Два остальных корабля, «Владимир» и «Императрица Мария», помочь ничем не могли, так как сами почти 53 часа пытались выстоять в шторме.
Как пишут историки, причина гибели «Лефорта» так и осталась загадкой, так как расчёты убедительно показывают, что при имевшихся на нём парусах он не мог быть опрокинут ветром, хотя первоначально эта версия входила в число трёх основных. Комиссией по расследованию причин катастрофы признаны наиболее вероятными причинами аварии ослабление связей корабля, вызванные тем, что в 1856 году корабль дважды был использован в качестве транспорта для перевозки тяжёлых грузов на орудийных палубах. Также утверждалось, что корпус корабля не был нормально проконопачен, а груз был слишком мал и неправильно расположен. Кроме того, было предположение, что орудийные порты оставили открытыми, чтобы обеспечить доступ свежего воздуха для пассажиров — это, возможно, способствовало гибели корабля, так как вода могла залиться через открытые порты, когда корабль накренился.
В кораблекрушении погибли все находящиеся на борту корабля 843 человека, включая 14 офицеров, 61 унтер-офицера, 683 рядовых, 66 женщин и 19 детей из их семей. До гибели 28 сентября 1994 года парома Estonia катастрофа линейного корабля «Лефорт» являлась крупнейшей катастрофой на Балтийском море по числу жертв в мирное время.

## Поиски судна
В конце 1850-х годов русский изобретатель Михаил Спиридонович Замыслов усердно придумывал средства для подъёма затонувшего корабля и в 1858 году даже привёз в Петербург модели своих машин для этой цели; но дело так и не получило дальнейшего хода.
Корабль был найден 4 мая 2013 года экспедицией «Поклон кораблям Великой Победы» под руководством Константина Богданова между островами Гогланд и Большой Тютерс. Экспедиция искала советскую подводную лодку Щ-320 (по другим данным — С-9), которая погибла в годы Великой Отечественной войны. На верхней палубе корабля прекрасно сохранились главный штурвал, одна из шлюпок, пушки-карронады в ютовой надстройке и личные вещи экипажа. В конце июня 2013 года началось обследование судна специальной экспедицией.

## Виртуальный тур
В интернет пространстве создана первая виртуальная экспозиция подводного музея линейного корабля «Лефорт». Идею создания предложил президент России Владимир Владимирович Путин. Участниками стали Международный подводный поисковой проект «Поклон кораблям Великой Победы», ОАО АК «Транснефть» и Русское географическое общество. Теперь пользователи интернета имеют возможность самостоятельно совершить виртуальную экскурсию на корабль и прикоснуться к истории XIX века.